# 栗田静枝
栗田 静枝（くりた しずえ、1919年〈大正8年〉 - 2011年〈平成23年〉5月）は、昭和・平成期の診療情報管理の開拓者、先駆者。静岡県出身。
医療機関における診療録体制の発展に大きく貢献。1950年代に、アメリカで診療情報管理を学び、帰国後、聖路加国際病院にて診療録管理室を創設し、診療録管理の重要性を広めた。日本の医療情報管理の礎を築き上げた人物であり、診療情報管理士が正式な資格として認められるようになる上で多くの貢献をした。92歳で死去。

## 年譜
- 1945年（昭和20年） - 聖路加国際病院に入職[2]。

- 1954年（昭和29年） - 当時の聖路加国際病院の病院長である橋本寛敏の助言を受け、米国カリフォルニア州にある「へリックメモリアル病院診療記録ライブラリアン学校」に特別学生として留学[2]。同校で、診療録管理について学び、卒業後は実習と他病院の見学を含め、約1年7か月間米国で学ぶ[3][2]。

- 1956年（昭和31年） - 約1年7か月の留学から帰国し、「聖路加国際病院診療記録管理主任」として復職[2]。学びを生かして診療記録管理室を創設し、疾病統計・手術統計作成といった診療情報管理の原点的業務を築く。院内資料として『病歴管理』、『研修医の手引き』の中の「Summary Note について」を執筆することにより、院内での普及と教育の役割を担った[2]。診療記録管理には、医学知識が求められることに対し、当時の職員（一般大学卒）は知識が不十分だったため、1人の新職員に対し、米国カリキュラムを参考にして、聖路加看護大学の講座を聴講させた。これにより、院内研修の第一歩が始まった[4]。

- 1966年（昭和41年） - 外来診療録について研修するために3カ月ほど、米国に2度目の短期留学[3][2]。

- 1967年（昭和42年） - 診療情報管理実務者の技術向上を目的に、日本病院協会（現日本病院会）に病歴研究会が設置され、栗田は企画・運営を行った[2]。研修会開催、日本病院診療録管理通信教育委員会委員等を務める[2]。

- 1974年（昭和49年） - 9月28日～10月7日の10日間、診療録見学旅行を行い、カルフォルニアのサンノゼ病院、ロサンゼルスのロマリンダ病院、UCLA（University of California Los Angeles）州立の大学病院を訪問[5]。ロマリンダではmedical record administrator を養成する学校も訪問[5]。

- 1984年（昭和59年） - 初の職能団体「日本診療録管理士協会」（後の日本診療情報管理士協会）を発足させ、初代会長に就任。協会誌「メディカルコード」を創刊し、初発行人になる[2]。上記職能団体設立後、米国の診療情報管理業務視察や米国講師を招いた日本の診療録管理学会を複数回行う。他にも、厚生大臣に対し、診療録管理士の資格制度確立に関する要望書の作成など国際活動・診療録管理士の地位向上にも尽力した[2]。

- 1990年（平成2年） - 公益信託栗田静枝診療録管理普及基金を設立する。活動内容は、年次研修会開催、海外研修・留学、国際学会への派遣等であった[6][2]。

- 2011年（平成23年）5月 - 東京都中央区の施設で死去(92歳)[2]。

## その後の活動
日本診療録管理士協会顧問、東京都病院協会診療録検討特別委員（後の診療情報委員会）委員を務める等、診療情報管理領域の発展に貢献。
栗田によって設立された、公益信託栗田静枝診療録管理普及基金の活動を通じて後進の教育に尽力するとともに、同基金の年次研修会にはできる限り参加した。また年次研修会は没後も2018年までに26回開催された。